# ブルセラ寒天培地
ブルセラ寒天培地（ブルセラかんてんばいち、英：Brucella agar）はブルセラ属およびカンピロバクター・ジェジュニの培養に用いられる寒天培地のひとつである。